# Polygala mooneyi
Polygala mooneyi är en jungfrulinsväxtart som beskrevs av M.G. Gilben. Polygala mooneyi ingår i släktet jungfrulinssläktet, och familjen jungfrulinsväxter. Inga underarter finns listade i Catalogue of Life.